# 뉴스 정면승부
《신율의 뉴스 정면승부》은 YTN라디오(FM 94.5㎒)에서 평일 오후 5시부터 저녁 7시까지 방송 중인 퇴근길 라디오 시사 프로그램이다.

## 진행자
- 신율

## 역대 진행자
- 박형주
- 강지원
- 최영일
- 곽수종
- 이동형 (시사평론가)
- 이재윤 (YTN 기자)
- 신율

## 같이 보기
- YTN라디오